# Tadeusz Buk
Tadeusz Buk (15. december 1960 – 10. april 2010) var en polsk officer. Indtil sin død i 2010, fungerede han som chef for Polens hær.
Han omkom under et flystyrt den 10. april 2010, sammen med bl.a. Polens præsident Lech Kaczyński.
- Wikimedia Commons har flere filer relateret til Tadeusz Buk